# Jurij Valentinovič Knorozov
Jurij Valentinovič Knorozov [júrij valentínovič knorózov] (rusko Ю́рий Валенти́нович Кно́розов), ruski jezikoslovec, zgodovinar, epigrafik, etnograf in egiptolog, * 19. november 1922, Harkov, Ukrajina, † 31. marec 1999, Sankt Peterburg, Rusija. Njegov priimek so pisali tudi Knorosov.
Knorozov je najbolj znan po svojem raziskovanju majevske pisave, pisave predkolumbijske civilizacije Majev v Mezoamaeriki.